# Pascal Rinaldi
Pour les articles homonymes, voir Rinaldi.
Pascal Rinaldi, est un auteur-compositeur-interprète suisse francophone, né à Lausanne le 21 juin 1961.
Pascal Rinaldi a fait des études littéraires, puis un apprentissage de libraire. Il a obtenu un prix littéraire de poésie à l'âge de 16 ans, ainsi que le premier prix du concours de la Chanson française à Montreux (1978).

## Discographie
- 1987 : Squatter de cour
- 1990 : Sékilom
- 1992 : Retour à l'innocence
- 1995 : Gémo
- 1998 : Ubu partout
- 2000 : Le diable par la queue
- 2002 : L'inconsolable besoin de consolation
- 2005 : Lifting (double album contenant 23 titres ré-arrangés et ré-enregistrés + 1 inédit)
- 2008 : Au-delà de cette limite
- 2011 : Passé le Zénith
- 2013 : Traces
- 2018 : Sur un fil
- 2020 : Portraits de femmes en miettes